# Hinweisende Definition
Eine hinweisende Definition vermittelt die Bedeutung eines Begriffs durch Angabe von Beispielen. Diese Art der Definition wird häufig verwendet, wenn der Begriff verbal schwer zu definieren ist, entweder weil die Wörter nicht verstanden werden (z. B. bei Kindern und neuen Sprechern einer Sprache) oder aufgrund der Art des Begriffs (z. B. Farben oder Empfindungen). Sie geht meist mit einer Geste einher, die auf den als Beispiel dienenden Gegenstand zeigt.
Eine hinweisende Definition geht davon aus, dass der Fragesteller über ausreichendes Verständnis verfügt, um die Art der gegebenen Informationen zu erkennen. Ludwig Wittgenstein schreibt in Philosophische Untersuchungen:

Die hinweisende Definition erklärt den Gebrauch - die Bedeutung - des Wortes, wenn es schon klar ist, welche Rolle das Wort in der Sprache überhaupt spielen soll. Wenn ich also weiß, daß Einer mir ein Farbwort erklären will, so wird mir die hinweisende Erklärung »Das heißt ›Sepia‹ « zum Verständnis des Wortes verhelfen. - Und dies kann man sagen, wenn man nicht vergißt, daß sich nun allerlei Fragen an das Wort »wissen«, oder »klar sein« anknüpfen. Man muß schon etwas wissen (oder können), um nach der Benennung fragen zu können. Aber was muß man wissen?

## Referenzen
1. ↑  Ludwig Wittgenstein, Joachim Schulte: Philosophische Untersuchungen: kritisch-genetische Edition. Suhrkamp, Frankfurt am Main 2001, ISBN 978-3-518-58312-8.